# Hohegert
Hohegert  (Aussprache [hoːˈeːɡɐt]) ist ein mit Verordnung des Regierungspräsidiums Tübingen vom 11. Oktober 1979 ausgewiesenes Naturschutzgebiet auf dem Gebiet der Gemeinde Bisingen im Zollernalbkreis.

## Lage
Das Naturschutzgebiet befindet sich im Naturraum Südwestliches Albvorland. Es liegt etwa 1200 Meter nördlich des Bisinger Ortsteils Wessingen in den Gewannen Hohegert und Schmiedshärle. Es grenzt im Norden an das Landschaftsschutzgebiet Mittleres Starzeltal und ist Teil des FFH-Gebiets Gebiete zwischen Bisingen, Haigerloch und Rosenfeld.
Naturräumlich gehört das Gebiet zum Starzel-Albvorland, einer Untereinheit der Haupteinheit 100 Vorland der westlichen Schwäbischen Alb im Schwäbischen Keuper-Lias-Land.

## Schutzzweck
Laut Verordnung ist der wesentliche Schutzzweck die Erhaltung des naturnahen Halbtrockenrasens sowie der am Hangfuß liegenden Streuwiese mit den dort in reichem Maße vorhandenen seltenen Tier- und Pflanzenbeständen.

## Schutzgüter
Der Hohegert wurde als FFH-Lebensraumtyp 6212 Submediterrane Halbtrockenrasen (Mesobromion) in einem hervorragenden Erhaltungszustand erfasst. Dort gedeihen zahlreiche Pflanzenarten, wie die Stängellose Kratzdistel, die Skabiosen-Flockenblume, die Zypressen-Wolfsmilch, der Gewöhnliche Fransenenzian, die Kalkaster, die Gelbe Spargelerbse, die Mücken-Händelwurz und die Bienen-Ragwurz. Ein Nadelbaumbestand im Westen des Gebietes wurde im Winter 2021/2022 ausgestockt.
Südlich des Magerrasens befindet sich ein Sumpfseggenried, welches unter anderem eine Lebensstätte der nach der FFH-Richtlinie geschützten Schmalen Windelschnecke ist.

## Namensherkunft
Die Bezeichnung Egert trugen Gewanne mit schlechten Böden, auf denen die Ackerwirtschaft eingestellt wurde und die dann wieder als Grünland genutzt wurden.